# Ostsee division
Ostsee-Division var en ca. 12.000 mand stærk tysk interventionsenhed under kommando af generalmajor Rüdiger von der Goltz . Divisionen bestod fortrinsvis af to brigader fra den tyske hær på Østfronten: 95. Reserveinfanteribrigade under oberst K. Wolff og 2. gardekavaleribrigade under oberst H. von Tschirsky og von Bögendorff. De blev støttet af artilleri og ingeniørtropper og blev sejlet til Finland af en flådeeskadre under H. Meurer.
Divisionens militære aktivitet i Finland var led i det Tyske kejserriges udenrigspolitik efter Brest-Litovsk-freden med Sovjetunionen, som blev underskrevet den 3. marts 1918. Tyskland forsøgte at etablere en kæde af satelitstater i Østeuropa for at skaffe råvarer til den tyske industri og fødevarer til den tyske befolkning.
Det finske senat i Vaasa havde anmodet om tysk militær bistand til de hvide garder. Det finske senat betalte alle omkostninger ved den militære intervention og opfordrede det finske folk til at skaffe mad, husly og andre fornødenheder for Ostsee-Divisionen.
Under den finske borgerkrig gik divisionen den 3. april 1918 i land ved Hangö og rykkede mod Helsinki og Lahti. Divisionen erobrede hurtigt Helsinki fra socialdemokraterne, som tidligere havde afsat den valgte regering i Helsinki. Dette gjorde det muligt for senatet at vende tilbage til Helsinki.